# 横田昌隆
横田 昌隆（よこた よしたか）は、日本の軍人。最終階級は憲兵大佐。1941年に第2野戦憲兵隊の分隊長としてマレー作戦に参加、1942年2月、シンガポール占領後のシンガポール華僑粛清事件で市内の粛清を指揮したことで知られる。同年、スマトラ派遣臨時隊長としてスマトラ作戦に参加。1947年4月、シンガポール華僑粛清事件の戦犯裁判で終身刑判決を受ける。

## 経歴
- 徳島県出身[2]
- 32期
- 1920年 歩兵少尉
- 1923年 中尉
- 1930年 大尉
- 1936年 憲兵大尉、中舞鶴分隊長
- 1938年 憲兵副官
- 1940年 竜山憲兵分隊長
- 1941年 第2野戦憲兵隊付、中佐、マレー作戦参加。
- 1942年 スマトラ臨時派遣隊長、スマトラ作戦参加。
- 1943年 チチハル隊長
- 1945年 高知地区隊長
- 1947年4月2日、イギリス軍シンガポール裁判で、シンガポール華僑粛清事件により終身刑判決を受ける[3]。